# Muotathal
Muotathal ist eine politische Gemeinde im Bezirk Schwyz des Kantons Schwyz in der Schweiz.

## Name
Der Ort ist nach dem Tal Muotatal benannt, das wiederum seinen Namen vom Fluss Muota hat. Zur Namensherkunft siehe dort.

## Geographie

Historisches Luftbild von Werner Friedli von 1958

Die Gemeinde liegt auf einer Höhe von 610 m ü. M. und bildet den südöstlichen Teil des Kantons Schwyz, grenzt im Süden an den Kanton Uri und im Osten an den Kanton Glarus. Mit 172 km² zählt Muotathal zu den zehn flächenmässig grössten Gemeinden der Schweiz und ist fast so gross wie der Kanton Appenzell Innerrhoden. Muotathal besteht aus den Ortschaften Muotathal, Hinterthal, Bisisthal und Ried. Auf dem Gipfel des Schijen findet sich ein Dreikantonseck zu den Kantonen Glarus und Uri ().
Die grösste Länge, Klingentobel–Eggstock, beträgt 29 km und die grösste Breite, Glatten–Fläschenspitz, 16 km.
Auf dem Gemeindegebiet liegt eine der längsten Höhlen der Welt: Das Hölloch hat eine Gesamtlänge von über 200 km (Stand: 2013) und liegt im Karstgebiet Silberen. Im selbigen liegt ein weiteres Höhlensystem, das Silberensystem.

## Geschichte des Tales Muotatal mit dem Ort Muotathal
Eine Landnahme des Muotatals durch Alemannen erfolgte wahrscheinlich im 8. oder 9. Jahrhundert. Archäologische Spuren belegen temporäre Siedlungen ab dem 10. Jahrhundert. Diese Alp-Siedlungen hatten nachbarschaftliche Verbindungen zu Uri und Glarus. Die Ahaburg wurde im 13. und 14. Jahrhundert bewohnt. 1235 siedelten fromme Männer und Frauen am Ufer der Muota. Das Minoritinnen-Kloster Muotathal wurde im Jahr 1288 gegründet. 1530 starb das Kloster aus und wurde 1590 wieder belebt. Aufgrund von Hochwassergefahren musste die Klosteranlage 1684 an einer neuen Stelle errichtet werden. Im 18. Jahrhundert hatte das Kloster seine Blütezeit. Wahrscheinlich wurde eine erste Pfarrkirche im 9. Jahrhundert errichtet, sicher bezeugt ist eine Kirche im Jahre 1369. Die Kirche wurde 1786 abgebrochen und durch die heutige spätbarocke Pfarrkirche St. Sigmund und Waldburga ersetzt.
1799 war das Tal meist von Truppen Österreichs besetzt, das die Anhänger des Ancien Régime im Kampf gegen die französischen Protektoren der Helvetischen Republik unterstützte. Schliesslich kam es am 30. September und am 1. Oktober zur Schlacht im Muotatal, in der die von General der Infanterie Andrei Rosenberg geführte Nachhut der russischen Italienarmee unter Feldmarschall Alexander Suworow die von Brigadegeneral Édouard Mortier geführte Vorhut der französischen Donauarmee unter Divisionsgeneral André Masséna zurückwarf. Die 7000 Russen verloren dabei ca. 500, die 9000 Franzosen vor allem wegen einer Panik auf der sogenannten Suworowbrücke 2000 Mann, die Hälfte davon durch Gefangennahme. Die Versorgung tausender Soldaten führte im Tal zu Futtermangel und Elend.
Über Jahrhunderte war das Tal nur über Saumpfade zu erreichen. Die erste Fahrstrasse entstand 1865 nach Schwyz. Seit 1922 ist das Tal an den öffentlichen Nahverkehr angeschlossen. Am 27. August 1938 ereignete sich ein Flugunfall an den Muotathaler Heubergen, bei dem vier von fünf Flugzeugen einer Formation von Kampfflugzeugen der Schweizer Luftwaffe an den Heubergen im Muotathal zerschellten. Es gab sieben Tote.

## Brauchtum und Kultur
Im Dorf Muotathal findet jährlich ein Käse- und Älplermarkt statt. Das Theater Muotathal spielt von Mitte Oktober bis Anfang Dezember hauptsächlich volkstümliche Stücke im Muotathaler Dialekt. 1974 gewann die Mannschaft aus Muotathal für die Schweiz in Leiden das internationale Finale im Spiel ohne Grenzen. Muotathal ist Gründungsort der Muotathaler Wetterschmöcker. Im Film Das Erbe der Bergler von Erich Langjahr über das Wildheuen im Muotatal treten auch die Wetterschmöcker vor die Kamera.

### Musik
Muotathal ist eine Hochburg der traditionellen Ländlermusik, des konzertanten Innerschweizerstils. Vor allem Franz Schmidig senior (1917–2008) entwickelte als Akkordeonist eine Stilrichtung, die noch heute weitverbreitet ist. Mit dem Argentinier Domingo Rey lebt in Muotathal ein Interpret südamerikanischer Volksmusik.
In den Jahren 2001 bis 2011 fand jedes Jahr Ende August das Mountains of Death Open Air statt, welches in der Death-Metal-Szene über die Schweizer Grenzen hinaus bekannt war. Die
Melodic-Metal-Band Infinitas wurde 2009 in Muotathal gegründet und ist seitdem dort ansässig.

## Bevölkerung
| Bevölkerungsentwicklung | Bevölkerungsentwicklung |
| Jahr                    | Einwohner               |
| ----------------------- | ----------------------- |
| 1850                    | 1680                    |
| 1900                    | 2220                    |
| 1950                    | 2475                    |
| 1980                    | 2896                    |
| 1999                    | 3578                    |
| 2010                    | 3561                    |

Muotathal hat 3485 Einwohner. 3180 Personen (91,2 %) sind Mitglied der römisch-katholischen Kirche (Stand: Ende 2015).
41 % der berufstätigen Bevölkerung arbeitet in Gewerbe und Industrie, ein Drittel (33 %) im Dienstleistungssektor und 26 % in der Land- und Forstwirtschaft (Stand: 2010).

## Wirtschaft
Die Gemeinde lebt heute nicht mehr nur von der Landwirtschaft, es haben sich auch diverse holzverarbeitende Betriebe angesiedelt, ausserdem touristische und andere Dienstleistungen.

## Schulwesen
Im Jahr 1798 besuchten 60 Kinder die Schule, 30 im Sigristenhaus, 20 im Kaplanenhaus Ried, 10 im Frauenkloster. 1820 wurde das erste Schulhaus im Wil erbaut. Im Jahr 1849 wurde der Schulbesuch obligatorisch. Im selben Jahr brachte man die Mädchenschule im Frauenkloster unter. 1880 wurde das zweite Schulhaus im Wil erbaut («altes Schulhaus»). 1896 folgte der Bau des Kaplanenhauses im Bisisthal mit Schulzimmer und 1899 der Bau des Schulhauses im Ried.
Im Jahr 1954 wurde das Mädchenschulhaus Sankt Josef errichtet. 1962 entstand das zweite Schulhaus im Ried. 1972 wurde die Schulanlage Muota erbaut. 1973 erfolgte die Eröffnung dieser Schulanlage, die neben dem Schulhaus aus Turnhalle, Schwimmbad und Aussensportanlage besteht. Im Jahr 1974 stellte man die Schule im Bisisthal ein.
Im Jahr 1993 wurde das dritte Schulhaus im Ried gebaut. 1993 entstand die Mehrzweckanlage Stumpenmatt und 1994 das Oberstufenschulhaus.

## Sport
Muotathal ist eine schweizerische Handballhochburg. Der bekannteste Verein des Ortes ist die Handballer-Riege des KTV Muotathal. In der Saison 2006/2007 war sie nach einem Jahr in der 1. Liga (dritthöchste Liga der Schweiz) wieder in die Nationalliga B (zweithöchste Liga der Schweiz) aufgestiegen. Daneben hat der Schwingklub Muotathal bekannte Schwinger hervorgebracht, die im urschweizerischen Sport Schwingen zu den besten des Landes gehörten. Das Dorf hat einen Fussballklub (3. Liga) und eine Unihockeyriege (höchste Amateur-Kleinfeldliga).
Am 21. August 1974 nahm Muotathal an der 6. Runde von Spiel ohne Grenzen teil. Das Team belegte, im englischen Northampton, zusammen mit der englischen und holländischen Mannschaft, mit 39 Punkten den zweiten Platz. Diese Punktzahl reichte für die Qualifikation für das grosse Finale im niederländischen Leiden. Am 18. September 1974 gewannen die Muotathaler, völlig überraschend, dieses Finale vor den Italiener, Franzosen und Deutschen. Nach La Chaux-de-Fonds 1972 war dies der zweite Sieg einer Schweizer Mannschaft im internationalen Final von Spiel ohne Grenzen.

## Trivia
Muotathal ist aufgrund der Schlacht im Muotatal am 1. Oktober 1799 zwischen den Franzosen und den Russen auf dem Arc de Triomphe in Paris verewigt, allerdings in der Schreibweise Mutta Thal.

## Söhne- und Töchter der Gemeinde
- Adolf Suter (1882–1947), Ständeratspräsident
- Christoph Ulrich (* 1972), Autorennfahrer
- Peter Föhn (* 1952), Unternehmer und Politiker

## Bilder
Sehenswert ist die barocke Pfarrkirche St. Sigismund und St. Waldburga.

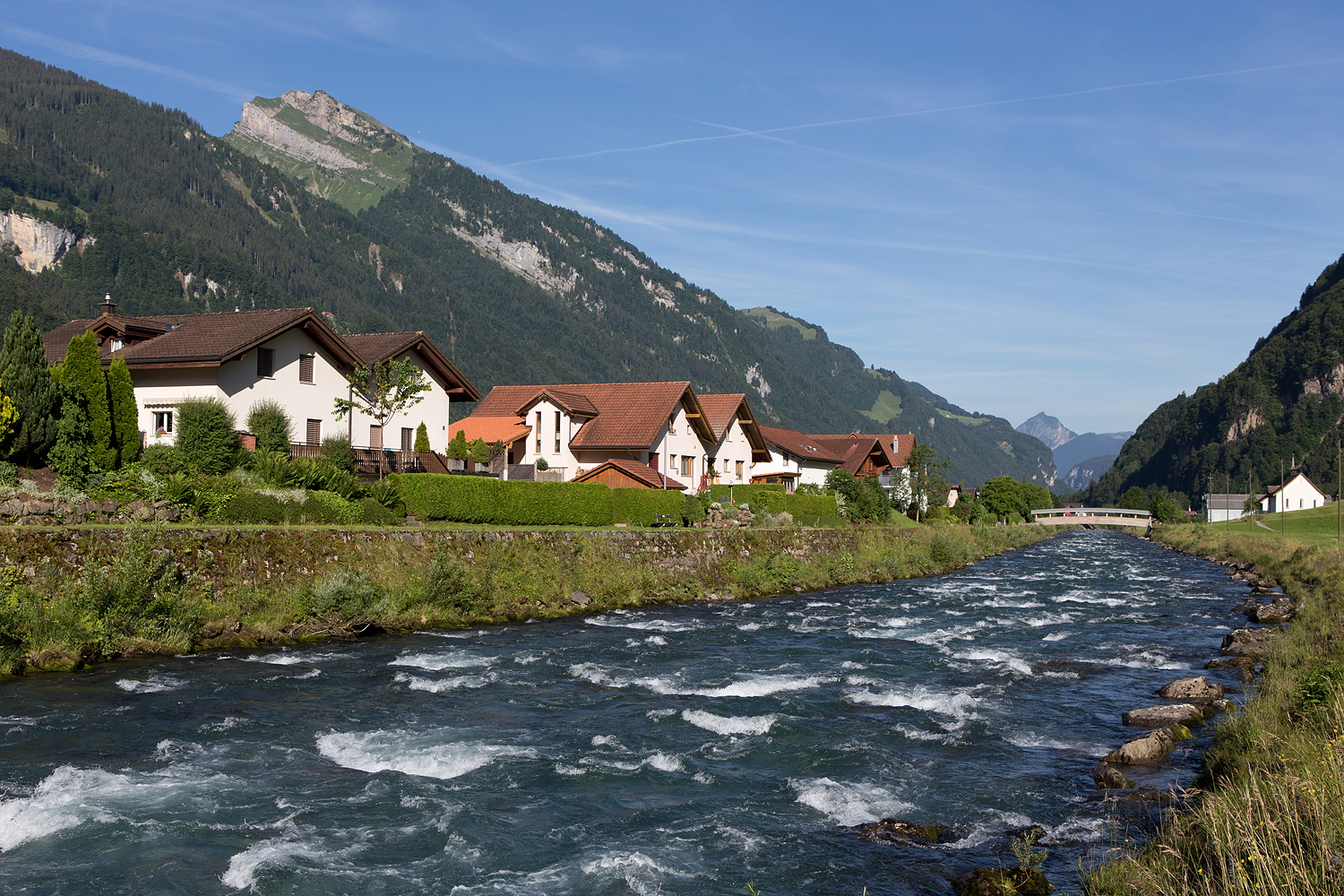
Muota
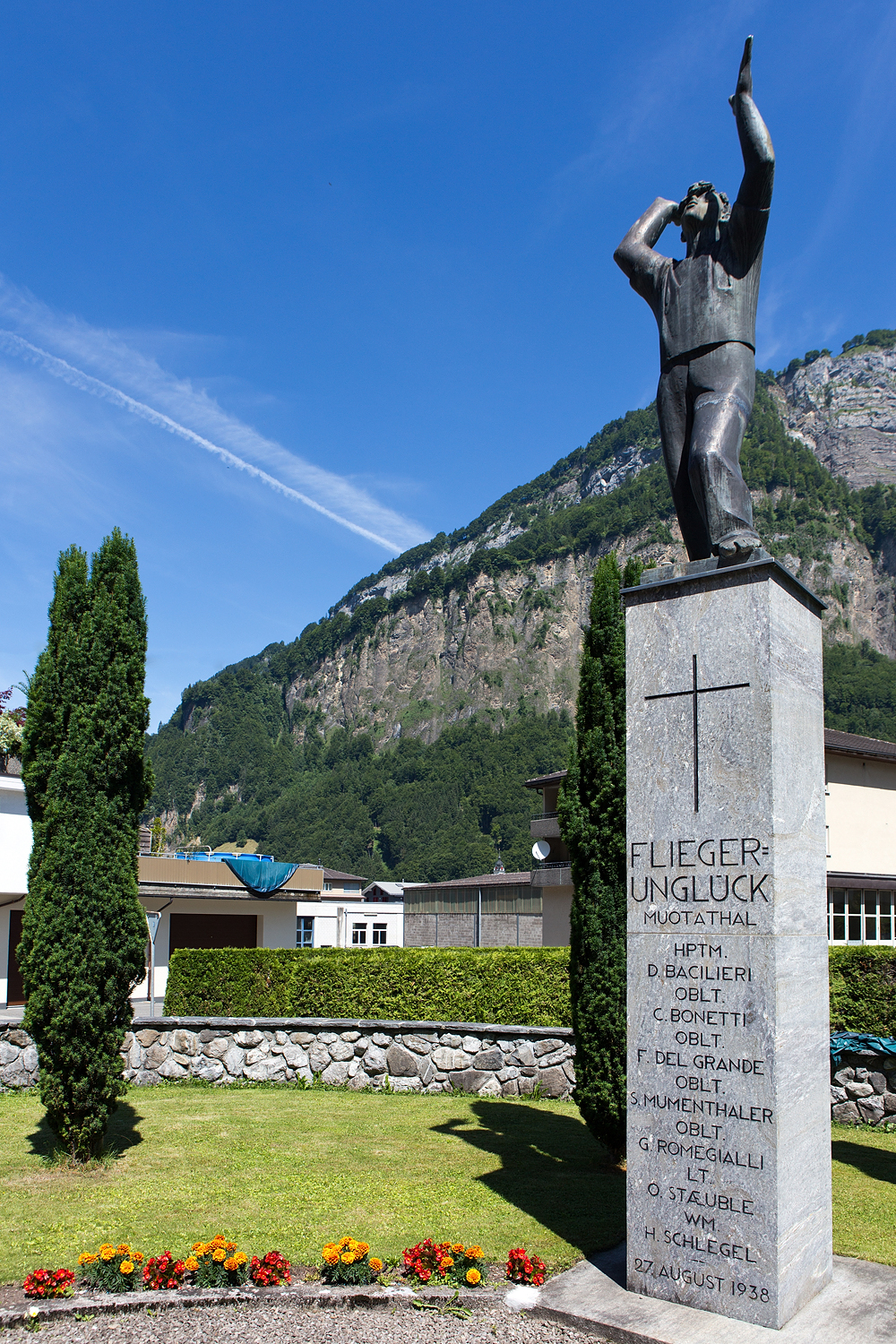
Fliegerdenkmal
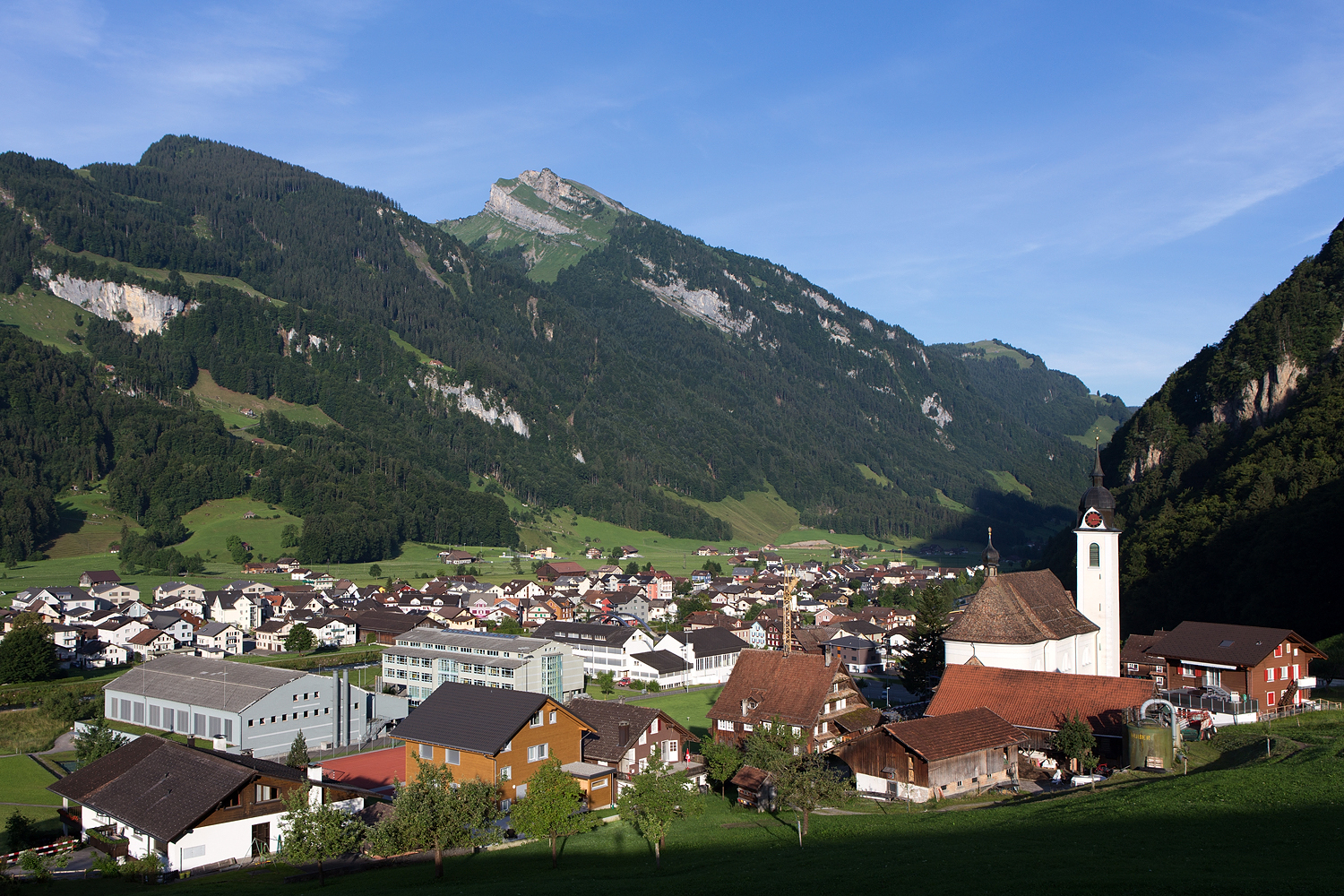
Dorfteile Wil und Schachen
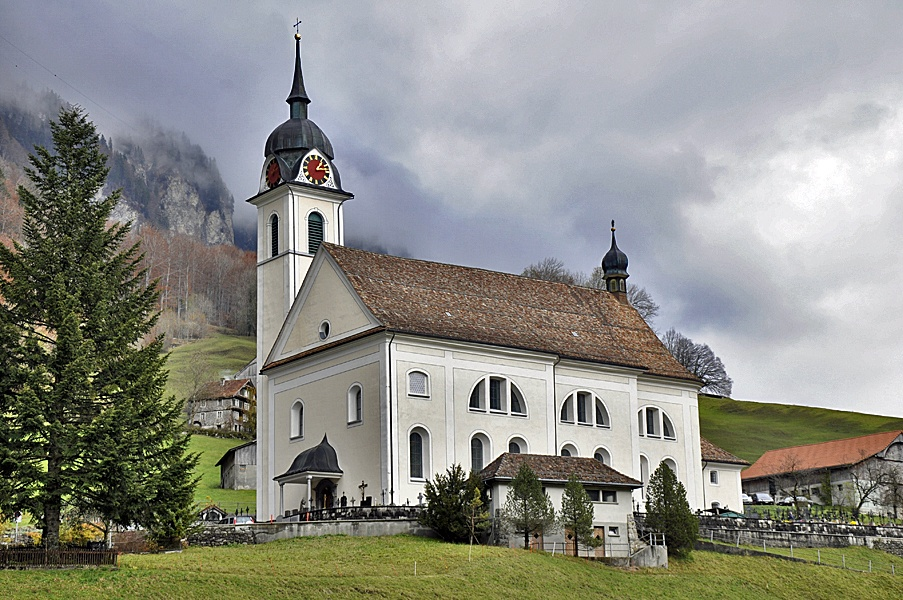
Pfarrkirche Muotathal
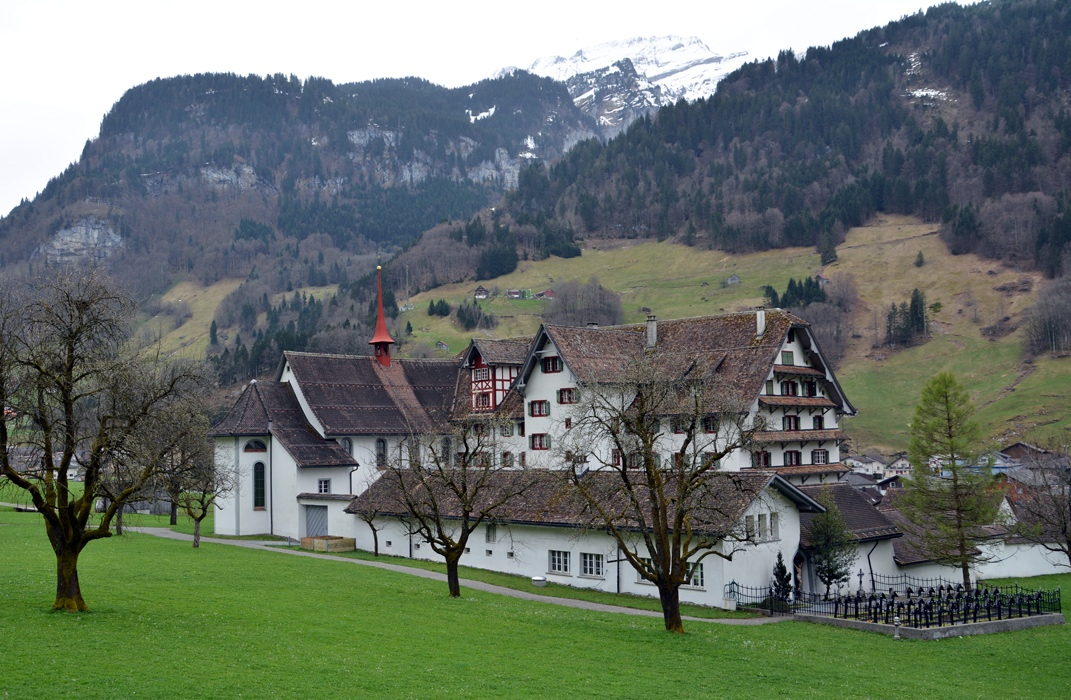
Das Frauenkloster
Muotathal, historisches Luftbild von 1928, aufgenommen aus 2300 Metern Höhe von Walter Mittelholzer